# Alicia Arango
Alicia Victoria Arango Olmos (Cartagena de Indias; 1 de octubre de 1958) es una política y administradora de empresas. 
Fue secretaria privada en la Casa de Nariño en la presidencia de Álvaro Uribe. 
Fue embajadora ante Naciones Unidas en Ginebra. Entre el 7 de agosto de 2018 y el 14 de febrero se 2020 fue Ministra del Trabajo del gobierno de Iván Duque. Fue designada Ministra desde el 14 de febrero de 2020, hasta el 22 de diciembre de 2020. 
Es madre de Viviana Taboada Arango, codirectora del Banco de la República de Colombia.

## Biografía
Nació el 1 de octubre de 1958 en Cartagena de indias, Colombia. Estudió Administración de empresas en el Colegio de Estudios Superiores de Administración CESA y tiene una especialización en gestión pública en la Universidad de los Andes. 
A lo largo de su carrera profesional, ha ocupado cargos como: jefe de personal y asistente de la Dirección de Coldeportes; subdirectora del Instituto Colombiano de Administración, Incolda; asesora en el Ministerio de Educación; delegada del Instituto Colombiano de Bienestar Familiar en el Cesar y en Cundinamarca; directora del Instituto de Recreación y Deporte de Bogotá; secretaria privada de la Presidencia de la República entre 2002 y 2010; embajadora ante Naciones Unidas en Ginebra, Suiza; directora del partido Centro Democrático y en 2018, jefa de debate de la campaña presidencial de Iván Duque.

## Embajadora en la ONU durante el Gobierno de Santos
Como embajadora de la Misión de Colombia ante Naciones Unidas con sede en Ginebra, durante el lapso comprendido entre mayo de 2010 y diciembre de 2013, centró su gestión en afianzar las relaciones con los organismos multilaterales en materias laborales, de derechos humanos y de población desplazada.
Fue elegida como Presidenta del Comité Ejecutivo de la Oficina del Alto Comisionado para los Refugiados (Acnur) para el periodo comprendido entre octubre de 2012 y octubre de 2013. Alicia Arango fue postulada para ese cargo por el Grupo Latinoamericano y del Caribe (Grulac) y fue apoyada por la delegación de los Estados Unidos de América.
Desarrolló una intensa actividad con la Organización Internacional del Trabajo (OIT) logrando sacar a Colombia de la lista de países que no cumplen con todas las normas laborales, para lo cual logró un alto grado de interlocución y negociación con las organizaciones sindicales tanto nacionales como internacionales.

## Ministra del Trabajo
Asumió el liderazgo del Ministerio del Trabajo del gobierno de Iván Duque el 7 de agosto de 2018, haciendo parte del equipo que realizó el empalme con el saliente gobierno de Juan Manuel Santos, del que hizo parte, como embajadora, durante tres años

## Ministra del Interior
Salió de la cartera del Trabajo para asumir las riendas del ministerio del interior el 13 de febrero de 2020, luego de la salida de Nancy Patricia Gutiérrez, quien pasó a una alta consejería; en 4 de septiembre de 2020, a los pocos meses de haber asumido el cargo, presentó su renuncia y anunció que sería embajadora de Colombia en Ginebra sin embargo, el presidente Duque no aceptó su renuncia y le pidió que se mantuviera en el cargo, como efectivamente hizo hasta el 22 de diciembre de 2020, cuando fue nombrada por el propio Duque como embajadora ante la ONU en Ginebra, tal como Arango había anunciado meses atrás.

## Embajadora ante la ONU durante el Gobierno de Duque
El 22 de diciembre de 2020 se anunció que Arango sería nombrada Representante Permanente de Colombia ante la ONU y los Organismos Internacionales con sede en Ginebra; fue anunciada por la ONU como embajadora de Colombia el 4 de febrero de 2020, fecha en que presentó sus credenciales como diplomática ante tal entidad

## Controversias

### Propuesta de trabajo por horas
Mientras era ministra de trabajo, Arango propuso fomentar el trabajo por horas en el país, señalando como ejemplo que a los ingenieros por sistemas no se les necesitaba todo el tiempo, sino por algunas horas, propuesta que fue fuertemente criticada por el gremio educativo, profesional y político. Para los profesionales de esa rama, el ejemplo puesto por la ministra Arango fue, por lo menos, irrespetuoso.
Los profesionales de otras áreas se pronunciaron al respecto, haciendo mención a una estrategia del gobierno para disminuir en cifras el desempleo como algo negativo. A pesar de ello, contó con el respaldo del presidente Iván Duque en su controvertida propuesta, la cual no se materializó en ningún proyecto de ley.

### Audios con Cayita Daza
En el marco del caso de la Ñeñepolítica, se destaparon audios entre Maria Claudia "Cayita" Daza y Arango, donde criticaban abiertamente al congresista uribista Ernesto Macías y donde hablaban sobre su preocupación con respecto a la oposición del gerente de la campaña de Iván Duque a la presidencia frente a la entrada de dineros de dudoso origen, alegando que sin ellos, iban a perder las elecciones, en un punto Alicia manifiesta que le comentó la situación a Álvaro Uribe para que tome las medidas del caso. Las grabaciones fueron realizadas de forma legal por miembros de la policía colombiana.

### Nombramiento de su hija Viviana como Codirectora del Banco de la República
El 3 de febrero de 2021, el presidente Duque anunció el nombramiento de Viviana Taboada Arango como nueva codirectora del Banco de la República, situación que generó controversia en Colombia, por tratarse de la hija de una exministra del propio Duque y por ser su madre parte del gobierno todavía, en calidad de embajadora. El presidente Iván Duque defendió el nombramiento y negó cualquier acusación de nepotismo detrás de la selección de Taboada.